# ساياكا تاكاهاشي
ساياكا تاكاهاشي (باليابانية: 高橋沙也加؛ بالكانا: たかはし さやか) هي لاعبة كرة الريشة يابانية، ولدت في 29 يوليو 1992 في كاشيهارا في اليابان.

## وصلات خارجية
- ساياكا تاكاهاشي على موقع BWF.tournamentsoftware.com (الإنجليزية)
- ساياكا تاكاهاشي على موقع BWFbadminton.com (الإنجليزية)